# Jaroměřická kotlina
Jaroměřická kotlina je geomorfologický podcelek v severozápadní části Jevišovické pahorkatiny, ležící v okrese Třebíč v kraji Vysočina.

## Poloha a sídla

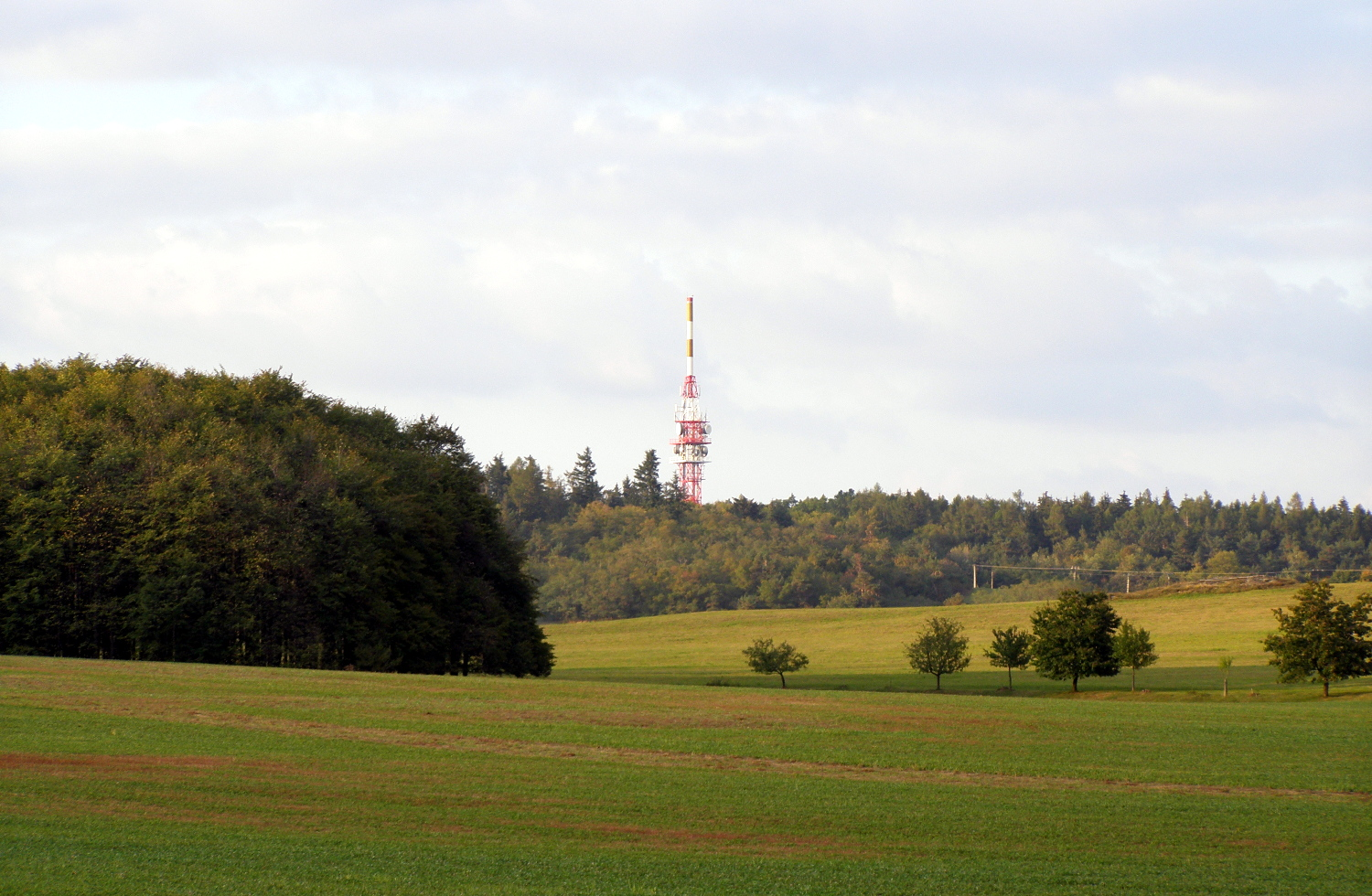
Klučovská hora ve Stařečské pahorkatině

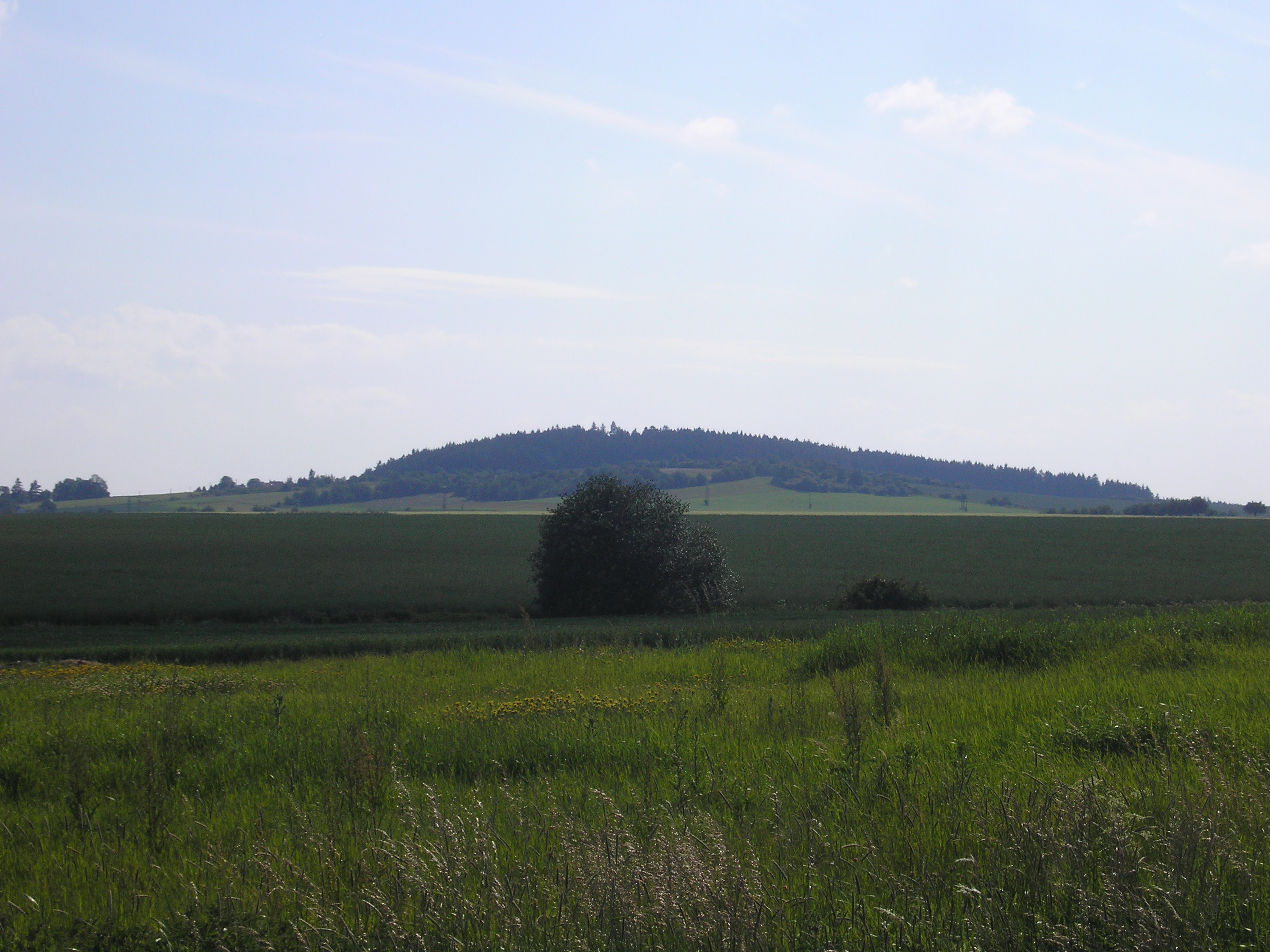
Mikulovická hora ve Stařečské pahorkatině

Podcelek se rozkládá zhruba mezi obcemi Okříšky (na severu), Rudíkov (na severovýchodě), Vladislav (na východě), Ctidružice (na jihu) a Martínkov (na jihovýchodě). Zcela uvnitř podcelku se rozkládají města Třebíč, Jaroměřice nad Rokytnou a Moravské Budějovice.

## Charakter území
Sníženina s plochým pahorkatinným dnem, nad které čnějí ojedinělé vyvýšeniny – suky, vznikla hlavně vlivem menší odolnosti žul třebíčsko-meziříčského plutonu vůči tropickému zvětrávání v třetihorách. Ke konečnému tvaru přispěly zčásti i neotektonické pohyby. Západní omezení kotliny tvoří zlomový svah, na plochém povrchu s plošinami holoroviny jsou zbytky neogenních usazenin a hlubokých tropických zvětralin, zejména v severní části tvary zvětrávání a odnosu žul – ruwary, žokovité balvany apod. Převládají pole a louky.

## Geomorfologické členění
Podcelek Jaroměřická kotlina (dle značení Jaromíra Demka IIC–7C) náleží do celku Jevišovická pahorkatina. Dále se člení na okrsky Třebíčská kotlina (IIC–7C–2) na severovýchodě, Stařečská pahorkatina (IIC–7C–1) ve střední části a Moravskobudějovická kotlina (IIC–7C–3) na jihozápadě.
Kotlina sousedí s dalšími podcelky Jevišovické pahorkatiny (Bítovská pahorkatina na jihozápadě, Znojemská pahorkatina na jihovýchodě) a s podcelky Křižanovské vrchoviny (Brtnická vrchovina na severozápadě, Bítešská vrchovina na severovýchodě).
Geomorfologické členění celé Jaroměřické kotliny uvádí následující tabulka:
| Okrsek                      | Nejvyšší bod       |
| --------------------------- | ------------------ |
| Moravskobudějovická kotlina | Holý kopec (580 m) |
| Stařečská pahorkatina       | Zadní hora (634 m) |
| Třebíčská kotlina           | Kopaniny (521 m)   |

## Významné vrcholy
Nejvyšším vrcholem Jaroměřické kotliny je Zadní hora (633,5 m n. m.).
- Zadní hora (634 m), Stařečská pahorkatina
- Klučovská hora (595 m), Stařečská pahorkatina
- Mikulovická hora (586 m), Stařečská pahorkatina
- Holý kopec (580 m), Moravskobudějovická kotlina
- Kopaniny (580 m), Třebíčská kotlina
- Hošťanka (573 m), Stařečská pahorkatina
- Sádek (564 m), Stařečská pahorkatina
- Pančalov (485 m), Třebíčská kotlina
- Stříbrný kopec (460 m), Třebíčská kotlina